# Capillisculpture

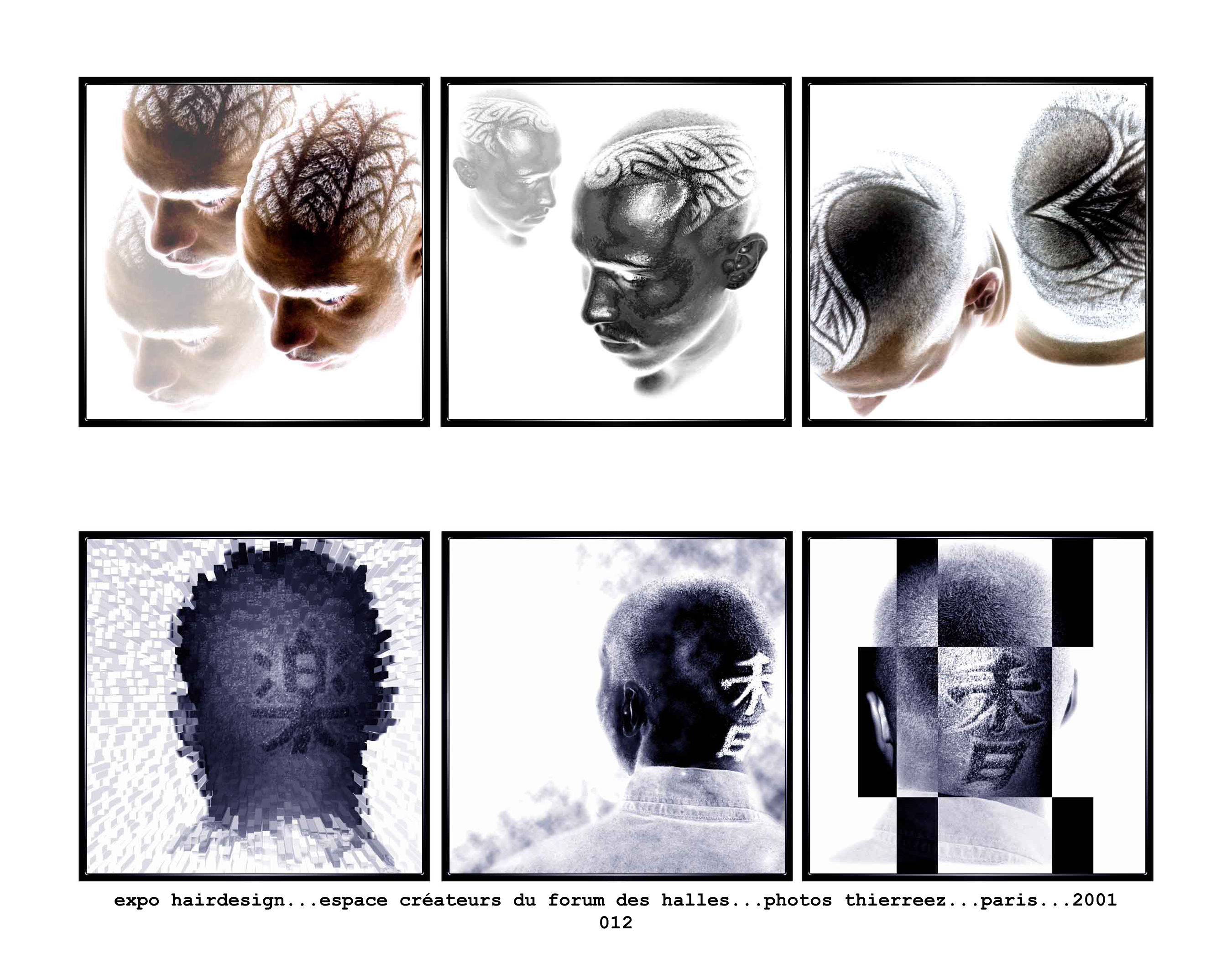
Différentes coupes d'hair design.

La capillisculpture, appelé aussi le hairdesign ou l'hair design, est l’art de réaliser un graphisme sur les cheveux coupés ras.

## Technique
Les coiffeurs manipulent les tondeuses ou les rasoirs comme des stylos et font apparaître (par un jeu de contraste entre les cheveux restants et le cuir chevelu) des motifs, le plus souvent tribaux. La personne coiffée peut aussi de cette manière personnaliser sa tête avec un signe particulier : un tag, un message, un symbole, un animal, un logo...